# Inteligentny projekt

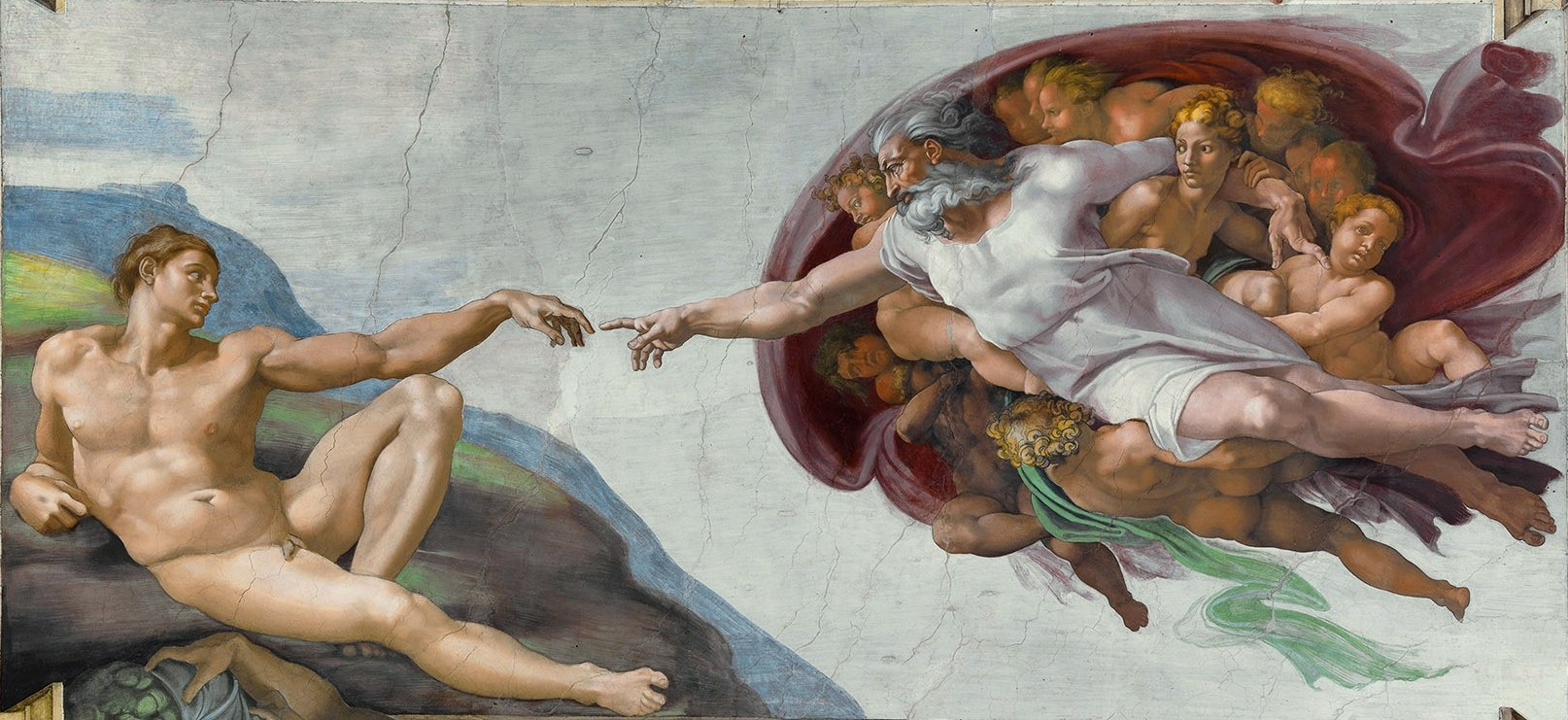
„Stworzenie Adama” – fresk z Kaplicy Sykstyńskiej autorstwa Michała Anioła

Inteligentny projekt (ang. intelligent design, ID; teoria inteligentnego projektu) – pseudonaukowy pogląd, według którego gatunki żywych organizmów powstały nie dzięki ewolucyjnym mechanizmom przypadkowych mutacji i doboru naturalnego, lecz w wyniku realizacji inteligentnego projektu. Podobnie jak tradycyjny argument teleologiczny za istnieniem Boga, powołuje się ona na ślady celowego działania w świecie, ale unika określenia natury lub tożsamości Projektanta. Spokrewniona ideowo z kreacjonizmem, idea inteligentnego projektu jest wykorzystywana politycznie w stanach USA w pasie biblijnym do zwalczania teorii ewolucji.
Idea inteligentnego projektu zakłada, że można odróżnić cechy powstałe w wyniku procesów naturalnych od cech wytworzonych intencjonalnie, z określonym zamiarem. Zakłada ona również, że powstanie gatunków w wyniku procesów ewolucyjnych jest tak mało prawdopodobne, że aż wykluczone

## Historia
Korzenie „hipotezy projektu” sięgają starożytności, do myśli takich filozofów jak Platon, Sokrates czy Arystoteles, którzy formułowali własne argumenty na rzecz projektu. W średniowieczu wśród pięciu dróg Akwinaty jako ostatni figuruje wspomniany argument teleologiczny. O celowości przyrody i jej zaprojektowaniu przez Stwórcę przeświadczeni byli prawie wszyscy znani przedstawiciele nauki w późniejszych wiekach aż do drugiej połowy XIX wieku, kiedy Karol Darwin stworzył paradygmat ewolucji biologicznej, który został przyjęty przez świat nauki. Terminu „inteligentny projekt” użył po raz pierwszy F.C.S. Schiller w 1897 roku, pisząc, że „nie można odrzucać możliwości, że proces ewolucji może być kierowany przez inteligentny projekt”.
Najbardziej znaną wersję argumentu z projektu rozwinął angielski teolog William Paley (1743-1805), który w książce „Natural Theology” zaproponował swoją „tezę o zegarmistrzu”. Paley dowodził, że jeśli ktoś przechodzący przez wrzosowisko ujrzy tam kamień, może racjonalnie wyjaśnić jego obecność naturalnymi przyczynami. Jednak gdy zobaczy zegarek i stwierdzi, że „jego różne części są dopasowane i celowo złożone”, jedyną sensowną konkluzją przechodnia będzie ta, że zegarek ten został zaprojektowany. Paley argumentował, że ten sam wniosek możemy, poprzez analogię, wyciągnąć obserwując wiele naturalnych obiektów, takich jak oko. Podobnie jak w zegarku, gdzie liczne części są precyzyjnie dopasowane i współdziałają w określonym celu (wskazywania czasu), tak i w oku wszystkie części precyzyjnie współgrają w celu osiągnięcia właściwego celu – widzenia. Tak więc zarówno w przypadku zegarka, jak i oka dostrzec możemy cechy świadczące o tym, że powstały one w wyniku rozumnego projektu.
Choć intuicyjna argumentacja Paleya przez dłuższy czas wywierała duży wpływ na wielu myślicieli, Paley nigdy nie sformułował precyzyjnych standardów wykrywania projektu w naturze. On i inni „teologowie przyrody” próbowali znaleźć w przyrodzie fakty wskazujące na istnienie mądrego i życzliwego Boga jako argumenty apologetyczne.
Darwin w młodości był zafascynowany poglądami Paleya. Nie myślę – pisał Darwin – bym kiedykolwiek wielbił jakąś książkę bardziej niż „Natural Theology” Paleya. Z czasem jednak Darwin opracował własne wyjaśnienie pochodzenia na pozór celowo zaprojektowanych struktur – dobór naturalny, odwołujące się wyłącznie do mechanizmów przyrodniczych. Zamiast zaś odwiecznego ładu przyrody wskazującego na istnienie dobrego Stwórcy, jaki widzieli wokół siebie wcześniejsi naturaliści, Darwin zwrócił uwagę na niedoskonałość i brutalność natury („walkę o byt”).
Tryumf myśli biologicznej darwinizmu i neodarwinizmu na przełomie XIX i XX wieku oznaczał usunięcie z biologii koncepcji odwołujących się do celowości i planu w przyrodzie. Wiązało się to przede wszystkim z rozwojem metody naukowej i wymogiem falsyfikowalności hipotez naukowych. Ogromna większość społeczności naukowej stoi odtąd na stanowisku, że wszystkie cechy świata ożywionego, które wcześniej przypisywano działaniu inteligencji, da się wyjaśnić przez odwołanie się do teorii ewolucji.
Prekursorem współczesnego nurtu ID był chemik i filozof Michael Polanyi. W 1967 roku argumentował on, że „maszyny są nieredukowalne do fizyki i chemii” oraz że „mechanistyczne struktury organizmów żywych również wydają się nieredukowalne”. Praca Polanyiego wywarła wpływ na książkę z 1984 roku autorstwa chemika Charlesa Thaxtona, inżyniera Waltera Bradleya i geochemika Rogera Olsena, w której argumentowali, że sama materia i energia mogą tworzyć coś tylko w ograniczonym stopniu i że pewne rzeczy mogą zostać „utworzone wyłącznie przy pomocy «gruntownej interwencji informacyjnej».
Inną wersją teorii inteligentnego projektu uważa się ukazanie się w 1991 r. książki „ojca chrzestnego” tego ruchu, prawnika Phillipa E. Johnsona Darwin on Trial, w której powtórzył on większość kreacjonistycznych zarzutów przeciwko teorii ewolucji, oskarżając ją też o to, że jest przyczyną szerzącego się współcześnie zła społecznego.
Głównym ośrodkiem propagującym ID jest Discovery Institute w Seattle w stanie Waszyngton – prywatna organizacja deklarująca promowanie konserwatywnych idei. 

## Podstawowe koncepcje

### Wykrywanie projektu
„Inteligentny projekt to badanie wzorców w naturze, dla których istnienia najlepszym wyjaśnieniem jest takie, że powstały one w rezultacie rozumnego działania” – William Dembski.
Zwolennicy ID twierdzą, iż wykrywanie działania inteligentnego czynnika jest rozpowszechnione w nauce, i podają jako przykłady:
- Detektywistykę i kryminalistykę, gdzie czasem rozstrzyga się czy w jakieś zdarzenie lub wypadek zaangażowany był rozumny czynnik. Wnioskowanie o projekcie stosują także biura praw autorskich i biura patentowe, gdy identyfikują kradzież własności intelektualnej; również towarzystwa ubezpieczeniowe, gdy zabezpieczają się przed oszustwem; sceptycy demaskujący zjawiska paranormalne; uczeni demaskujący oszustwa naukowe itd.
- Archeologię, gdzie czasem rozstrzyga się, czy jakiś artefakt (np. grot strzały lub piramida) jest pochodzenia naturalnego, czy też powstał on w wyniku świadomego działania ludzi, to jest ma sztuczne pochodzenie. We wszystkich powyższych przypadkach jednak dysponujemy empirycznymi kryteriami – wzorcami mikrośladów pozostawionych przez obróbkę narzędzia (np. w ramach archeologii eksperymentalnej) i powstałych na kamieniach rozłupanych w wyniku procesów naturalnych. Dopiero to pozwala rozstrzygnąć, czy mamy do czynienia z wytworem świadomej obróbki. Wnioskowanie „zdroworozsądkowe” (podobne do proponowanego przez ID, a więc bez niewątpliwego wzorca porównawczego), prowadzi często laików do fałszywego rozpoznania „wytworów człowieka” w śladach działania zwierząt (żeremia i tamy bobrów, altanki altanników) oraz procesów nieożywionych (kuliste konkrecje interpretowane jako kule armatnie, naturalne formacje skalne jako ruiny, itp.).
- Kryptologię, gdzie czasem analizuje się, czy jakiś sygnał mógł zostać inteligentnie zakodowany – dobrym przykładem takiego podejścia jest działalność SETI.

### Ukierunkowana złożoność
Pojęcie wprowadzone przez Williama Dembskiego jako określenie zjawisk, obiektów o których możemy jego zdaniem wnioskować, że są efektem inteligentnych działań.

### Kosmologia
Obecnie uznawana w kosmologii fizycznej teoria Wielkiego Wybuchu mówi, że Wszechświat miał swój początek w określonym momencie, w przeciwieństwie do alternatywnych, niepotwierdzonych w nauce hipotez o wiecznym (stacjonarnym) istnieniu kosmosu. Na gruncie naukowym nie ma obecnie sensu pytanie „co było przed”. Dokładniej, znaczy to, że obowiązująca teoria przewiduje swoją bezzasadność w tzw. początkowej osobliwości. Co więcej, według prac S. Hawkinga i R. Penrose'a przy bardzo ogólnych założeniach początkowa osobliwość jest nie do uniknięcia w tej teorii. Filozofowie przyrody wyciągają stąd różnorodne wnioski natury światopoglądowej, w tym także pewne uzasadnienia teorii inteligentnego projektu.
Należy jednak równocześnie zauważyć, że w samej fizyce (kosmologii fizycznej) istnieje wiele – obecnie konkurujących i niezweryfikowanych eksperymentalnie – podejść teoretycznych do problemu początku Wszechświata. Najbardziej znane pochodzi z prac samego Hawkinga i zostało spopularyzowane w jego książce Krótka historia czasu. Hawking – starając się być wolnym od filozoficznych implikacji wyciąganych ze standardowej teorii – rozwijał więc także modele konkurencyjne wobec tych, które sam wcześniej próbował dowodzić, Według niego wnioski wykorzystujące pojęcie «początku» zbytnio angażują rolę Stwórcy.

## Proces w Dover
Ważnym wydarzeniem w historii ruchu ID był proces i wyrok w sądzie okręgowym w Dover w stanie Pensylwania (Kitzmiller v. Dover Area School District). 19 października 2004 roku Rada Szkolna okręgu Dover zadecydowała, że w podręcznikach do biologii dla uczniów, którzy uczą się teorii ewolucji, należy zamieścić następującą informację:

Standardy szkolne stanu Pensylwania wymagają od uczniów poznania Darwinowskiej teorii ewolucji, tak by w końcu zdali standardowy test, którego częścią jest wiedza o ewolucjonizmie.
Ponieważ teoria Darwina jest teorią, jest ona stale sprawdzana w miarę odkrywania nowych faktów. Teoria ta nie jest faktem. Istnieją w niej luki niewypełnione żadnymi faktami empirycznymi. Teorię naukową definiuje się jako dobrze sprawdzone wyjaśnienie, unifikujące szeroki zakres obserwacji.
Odmiennym od Darwinowskiego ujęciem jest teoria inteligentnego projektu. Jeśli uczniowie będą zainteresowani szczegółami teorii inteligentnego projektu, mogą sięgnąć do podręcznika Of Pandas and People.
Uczniów zachęca się, by z otwartym umysłem podchodzili do każdej teorii. Sprawę pochodzenia życia szkoła pozostawia samym studentom i ich rodzinom. Ponieważ w okręgu szkolnym obowiązują określone standardy, instrukcje dydaktyczne mają na celu przygotowanie uczniów do zdobycia przez nich pozytywnych ocen.

Decyzja ta, zezwalająca na wzmiankowanie o teorii inteligentnego projektu w podręcznikach, została zaskarżona przez rodziców 11 uczniów do sądu z uzasadnieniem, że informacje te są niezgodne z amerykańską konstytucją – a dokładniej z pierwszą poprawką do konstytucji – zakazującą popierania religii przez państwo. Szkoły prywatne są zwolnione z tego ograniczenia i wiele z nich wprowadziło ID do swoich programów nauczania.
Stronę skarżącą reprezentowały American Civil Liberties Union (ACLU) oraz Americans United for Separation of Church and State. Obronę reprezentował Thomas More Law Center. Preludium do procesu było oświadczenie podpisane przez 72 laureatów nagrody Nobla z różnych dziedzin, w którym sprzeciwili się oni wzmiankowaniu o teorii inteligentnego projektu w szkolnych wytycznych obowiązujących w publicznym szkolnictwie. Nobliści zdefiniowali swoje rozumienie teorii ewolucji i teorii inteligentnego projektu:

Ewolucja, logicznie wywiedziona z potwierdzonych empirycznie świadectw, jest rozumiana jako rezultat niekierowanego, niezaplanowanego procesu przypadkowej zmienności i doboru naturalnego. Jako podstawa współczesnej biologii jej niezbędna rola została dodatkowo potwierdzona przez możliwość badania DNA. W przeciwieństwie do niej, teoria inteligentnego projektu jest zasadniczo nienaukowa; nie może być ona testowana jako teoria naukowa, ponieważ jej centralna konkluzja bazuje na wierze w interwencje nadprzyrodzonego czynnika.
Istnieją różnice pomiędzy naukowym i religijnym światopoglądem i tej różnicy zacierać nie można. Nie ma również potrzeby wywoływania konfliktu pomiędzy teorią ewolucji a religijną wiarą. Nauka i wiara nie wykluczają się wzajemnie i nie powinny sobie wzajemnie zagrażać.

Podczas procesu kluczowym świadkiem obrony był czołowy przedstawiciel ID, Micheal Behe. Podczas przesłuchania Behe przyznał pod przysięgą, że nie istnieją żadne artykuły naukowe opublikowane w recenzowanych czasopismach naukowych popierające ID z materiałem dowodowym w postaci eksperymentów lub obliczeń.
Po kilkumiesięcznym procesie, 20 grudnia 2005 roku sąd wydał wyrok, w którym uznał racje oskarżenia. W obszernym uzasadnieniu sąd stwierdził m.in.:

Z następujących powodów wnioskujemy, że religijna natura ID może być z łatwością zauważona przez obiektywnego obserwatora, czy to dorosłego czy dziecka.[...]
Znaczącym aspektem ruchu ID jest – pomimo protestów obrony – opisanie ID jako argumentu religijnego. Pisane w tym duchu publikacje czołowych zwolenników ID pokazują, że projektantem postulowanym w ich argumentacji jest chrześcijański Bóg.

{{Cytat}} Linki zewnętrzne: "źródło".
W związku z religijną naturą ruchu ID w opinii sądu nie może on być częścią nauki:

[…] stwierdzamy, że chociaż argumenty wysuwane przez ID mogą być prawdziwe – sąd w tej sprawie nie zajmuje stanowiska – ID nie jest nauką. ID zawodzi na trzech różnych poziomach, z których każdy jest wystarczający do wykluczenia ID jako nauki. Po pierwsze, ID narusza wielowiekowe fundamenty nauki przez odwołanie się i dopuszczenie możliwości nadprzyrodzonych uwarunkowań. Po drugie, centralny dla tego ruchu argument z nieredukowalnej złożoności wyraża ten sam wadliwy i nielogiczny dualizm, który wykluczył naukowy kreacjonizm w 1980 roku, i po trzecie, negatywne ataki na teorię ewolucji zostały odparte przez naukową społeczność.

{{Cytat}} Linki zewnętrzne: "źródło".
Sąd uznał także, że jedynym miejscem na dyskutowanie teorii inteligentnego projektu są lekcje nauk społecznych, a nie przyrodniczych.

## ID a biologia
Zwolennicy projektu nie ograniczają się tylko do biologii. Ich zdaniem przez ostatnie dekady wzrastająca ilość dowodów z różnych dziedzin nauki sugeruje potrzebę nowych wyjaśnień i perspektyw. Ich tezy nie wydają się tak kontrowersyjne w ramach nauk pochodnych współczesnej fizyki, bowiem wielu wierzących fizyków zgadza się, że filozoficzne wnioski płynące z tej dziedziny mogą stanowić pewne wsparcie dla ich teizmu. Przykładowo precyzyjne dostrojenie lub matematyczność świata mogą być widziane jako świadectwa projektanta.
Jednak najbardziej krytykowaną tezą, jaką stawiają zwolennicy projektu, jest ta o rozumnym projekcie żywych istot. Ich zdaniem istnienie w przyrodzie złożonych, wyrafinowanych molekularnych maszyn oraz systemów kodowania, transmitowania i dekodowania informacji przemawia za ID.
Na polu nauk biologicznych centralne twierdzenie inteligentnego projektu jest analogiczne do ogólnej definicji tego poglądu:
- Stosując naukowe kryteria można na bazie empirycznego badania rozpoznać cechy powstałe w wyniku rozumnego działania i odróżnić je od cech powstałych w wyniku działania procesów naturalistycznych, bezrozumnych;
- Zastosowanie kryteriów rozpoznawania i analizy projektu na polu biologii pozwala wnioskować, że najlepszym i najbardziej racjonalnym wyjaśnieniem powstania większości biologicznych systemów jest rozumny projekt:

Odwołanie się do inteligentnych przyczyn jest konieczne do prawidłowego wyjaśnienia złożoności i bogactwa informacji obserwowanych w biologicznych układach, które są dostępne empirycznemu badaniu.

John Bracht, proponent ID, inżynier z New Mexico Tech i biolog komórkowy na University of California, tak to określa:

Moje biologiczne studia obszernie pokazują, że biologiczna funkcjonalność jest znacznie bardziej złożona i precyzyjna niż to wcześniej zakładaliśmy. W moim rozumieniu, biologiczna rzeczywistość jest naprawdę domeną inżynierii, gdzie precyzja biofunkcjonalności jest ekstremalna, gdzie prawie zawsze molekularne interakcje są niezwykle precyzyjne i dokładnie kontrolowane. Biologia molekularna przypomina bardziej wycinarkę puzzli, gdzie każda część musi dokładnie pasować do innych części dookoła.

{{Cytat}} Linki zewnętrzne: "źródło".
Szczególną uwagę zwolennicy ID poświęcają zjawisku biologicznej konwergencji – niezależnemu powstawaniu podobnych struktur u niespokrewnionych organizmów, widząc w niej ścisłą analogię do inżynieryjnej myśli technicznej.
O analogiach pomiędzy molekularnymi maszynami a wytworami ludzkiej technologii otwarcie mówią także biologowie ewolucyjni. Przykładowo w grudniu 2003 r., naukowe czasopismo „BioEssays”, opublikowało specjalne wydanie dotyczące „maszyn molekularnych”. We wprowadzeniu do niego Adam Wilkins, redaktor „BioEssays”, wyjaśnia:

Artykuły w tym wydaniu ukazują pewne uderzające podobieństwa pomiędzy sztucznymi a biologicznymi/molekularnymi maszynami. Przede wszystkim maszyny molekularne, tak jak maszyny wytwarzane przez człowieka, spełniają dokładnie określone funkcje. Po drugie, makromolekularne maszyny składają się z wielu części, oddziałujących ze sobą w odrębny i precyzyjny sposób. Po trzecie, wiele z tych maszyn posiada części, które mogą być użyte w innych molekularnych maszynach (przynajmniej z niewielkimi modyfikacjami), co jest porównywalne z wymienialnymi częściami w sztucznych maszynach. W końcu, co najważniejsze, posiadają one podstawową cechę maszyn: zamieniają energię w jakąś formę „pracy”.

Ewolucjonistów od zwolenników ID różni to, że ci pierwsi twierdzą, że – choć molekularne maszyny spełniają kryteria maszyn projektowanych przez człowieka – ich „projektantem” są naturalistyczne procesy bazujące na przypadkowych mutacjach i selekcji.
Znany biolog ewolucyjny Richard Dawkins stwierdził, że: „Biologia zajmuje się obiektami złożonymi, tworzącymi wrażenie celowego zamysłu”

### ID a ewolucjonizm
To, czy ID wyklucza teorię biologicznej ewolucji, zależy od rozumienia terminu „ewolucja”. Jeśli chodzić miałoby tylko po prostu jako „zmiany w miarę upływu czasu” lub jako zmiany częstości alleli, to nie ma sprzeczności pomiędzy ID a teorią ewolucji. Co więcej, wielu przedstawicieli ID – w przeciwieństwie do klasycznego kreacjonizmu – akceptuje również koncepcję wspólnego pochodzenia.
Jeśli jednak teorię ewolucji rozumieć tak jak to robi neodarwinizm, czyli jako niekierowany jakąkolwiek inteligencją, bezcelowy proces bazujący na przypadkowych mutacjach i doborze naturalnym, to koncepcja projektu zdecydowanie wyklucza taką wizję ewolucji. Zdaniem zwolenników ID choć neodarwinistyczne mechanizmy są właściwe do opisu małoskalowych zmian w organizmach, to kompletnie zawodzą przy większych strukturalnych i funkcjonalnych transformacjach.

### ID a kreacjonizm
Czołowi przedstawiciele ID w publicznych wypowiedziach często zaprzeczają, jakoby ID była formą kreacjonizmu starej Ziemi. W ich opinii potocznie rozumiany kreacjonizm zawsze odwołuje się do pewnej interpretacji Biblii i próby pogodzenia jej opisu z naukami przyrodniczymi. Przedstawiciele ID chcą odwoływać się i badać tylko empiryczne świadectwo, bez odnoszenia się do religijnych źródeł.
Występuje jednak związek zwolenników ID z ich poglądami teistycznymi; w pionierskim podręczniku szkolnym, który spopularyzował samo pojęcie ID („Of Pandas and People”) i który jest popierany przez ruch ID (m.in. chciano go wprowadzić do szkół w Dover), dopiero w jednej z ostatnich redakcji, po porażce sądowej kreacjonizmu w sprawie Edwards vs Aguillard w 1987 r. zastąpiono (w 250 miejscach) pojęcia „stworzenie” i „Stwórca” pojęciami „inteligentny projekt” i „inteligentny projektant”. Autorami podręcznika są Percival Davis (który w wywiadzie dla „Wall Street Journal” w 1994 r. określił swoje motywy jako religijne) i znany kreacjonista Dean Kenyon. Także inni czołowi zwolennicy ID – zwłaszcza zwracając się do sympatyków – nie kryli swych kreacjonistycznych sympatii. Lektura książek propagujących ID pozwala zresztą bez trudu zauważyć zestaw klasycznych kreacjonistycznych argumentów przeciw ewolucji. Dystansowanie się od kreacjonizmu i naukowa otoczka ID są – jak potwierdziło orzeczenie sądu w Dover – tylko pozorami (sąd w Dover uznał, że dystansowanie się od religii i naukowa otoczka to pozory), mającymi na celu zamaskowanie religijnych korzeni ruchu, zgodnie z wytycznymi strategii klina – dlatego w krytycznej analizie tego ruchu został on nazwany „koniem trojańskim kreacjonizmu”.

### ID a teistyczny ewolucjonizm
Niektóre z zamieszczonych tu informacji wymagają weryfikacji.
Dokładniejsze informacje o tym, co należy poprawić, być może znajdują się w dyskusji tej sekcji.
 Po wyeliminowaniu niedoskonałości należy usunąć szablon {{Dopracować}} z tej sekcji.
ID jest sprzeczna z teistycznym ewolucjonizmem, czyli poglądem, że Bóg sterował procesem ewolucji. Może wydawać się zaskakujące, że te ujęcia się wykluczają, ale teoria inteligentnego projektu zakłada, że struktury uformowane inteligentnie da się naukowymi metodami wykrywać, podczas gdy teistyczny ewolucjonizm twierdzi, że Boże sterowanie procesem ewolucji jest nieodróżnialne od mechanizmów naturalistycznych. Rozróżnienie pomiędzy tymi pojęciami prezentuje chrześcijański naukowiec Francis S. Collins.

## Spór o naukowość ID
Dominująca część naukowców zgadza się, że ID jest formą staroziemskiego kreacjonizmu progresywnego, a więc nie jest to teoria naukowa i w nauce nie powinno być dla niej miejsca. Takie jest jednoznaczne stanowisko National Center for Science Education – czołowej amerykańskiej organizacji broniącej nauczania teorii ewolucji w publicznym szkolnictwie i American Association for the Advancement of Science. Zdaniem wymienionych organizacji „teoria inteligentnego projektu” to po prostu „stare wino kreacjonizmu podane w nowej butelce” i jako taka dziedziczy wszystkie wady kreacjonizmu, w tym jego nienaukowość. ID jest uważana za pseudonaukę z następujących powodów:
- Brak propozycji metod naukowego weryfikowania pozytywnych twierdzeń ID. Testowanie twierdzeń negatywnych 'udowodnij, że nie istnieje żaden nieredukowalnie złożony system (NZS) w przyrodzie' jest niemożliwe a priori. Proponowane eksperymenty w istocie mają testować teorię ewolucji (postulat Behe, aby sprawdzić (nie)możliwość wyewoluowania witki bakteryjnej) i nie są w stanie obalić ID. Rozumowanie 'OK, udowodniłeś ewolucyjne pochodzenie A, za to B dalej jest nieredukowalnie złożone, o ile nie udowodnisz inaczej. OK, udowodniłeś ewolucyjne pochodzenie B za to C...'
- Arbitralność nieredukowalnie złożonych systemów: wybitnie złożony cykl Krebsa nie jest NZS, o większości innych systemów ID się nie wypowiada.
- Argumentacja odwołująca się do luk w naturalistycznych teoriach rozwoju kosmosu czy ewolucji i „argumenty z niewiedzy” będące wersją znanego argumentu „Boga luk” – (ang. God of the gaps) tam, gdzie jeszcze nie nie jest określone, jak potencjalnie powstawał taki system na drodze ewolucji, tam zwolennicy ID widzą projekt. Podejście te jest sprzeczne z jedną z zasad nauki, mówiącej iż to właśnie brak informacji doprowadza do prób ich poszukiwania.
- Większość naukowców twierdzi, że to, co jeszcze niewyjaśnione, nie jest tym samym, co niewyjaśnialne w ogóle, i że odpowiedź „jeszcze nie wiemy” jest znacznie lepszym podejściem, niż powoływanie się na siły o naturze całkowicie nieokreślonej przez twórców teorii.
- Brak wiarygodnych naukowych świadectw na poparcie swoich twierdzeń o inteligentnym projekcie żywych organizmów.
- ID łamie zasadę metodologicznego naturalizmu nauk przyrodniczych. Zasada ta postuluje, że w naturze poszukuje się przyczyn naturalnych zjawisk. Powoływanie się na rozumne interwencje w świat natury jako elementu biologii jest sprzeczne z samą jej definicją.

Zwolennicy inteligentnego projektu wykorzystują między innymi, następujące argumenty:
- Powszechnie powtarzane twierdzenia ewolucyjnych naukowców o tym, że żywe struktury nie były rozumnie zaprojektowane, są właśnie świadectwem testowalności teorii projektu. Skoro na gruncie nauki dało się stwierdzić, że – zdaniem ewolucjonistów – żywe układy nie były rozumnie zaprojektowane, to tym samym falsyfikuje się twierdzenia teorii projektu. A skoro da się je falsyfikować, to tym samym są one testowalne i naukowe. Nie można jednocześnie twierdzić, że ID jest nienaukowy (a więc niefalsyfikowalny) i sfalsyfikowany przez naukę. Jeśli jest sfalsyfikowany, to tym samym idea projektu była i jest naukowa.

Argumentacja ta pomija istotę zarzutów o nienaukowość: w nauce sfalsyfikowanie przewidywań teorii – np. metody identyfikacji struktur nieredukowalnie złożonych – prowadzi do odrzucenia teorii; w pseudonauce – do wskazania kolejnego jeszcze nie sfalsyfikowanego przykładu. Gdyby argument ID był słuszny, nauką byłaby również ufologia – wykazanie, że kolejne zdjęcie UFO jest fałszywe, dowodzi falsyfikowalności, a więc naukowości tej dziedziny. ID stawia czasami falsyfikowalne tezy, ale ignoruje się ich falsyfikacje).
- Odwoływanie się do inteligentnego projektu nie musi hamować rozwoju nauki, można bowiem zarówno nadal szukać naturalnych rozwiązań jak i czerpać inspirację do naukowych badań w obszarach, które wydają się nieobiecujące dla ewolucyjnego podejścia. Np. "organ szczątkowy" z punktu widzenia teorii inteligentnego projektu jest jedynie wyrazem braku wiedzy o jego roli i skłania do poszukiwania jego funkcji.
- Wniosek o projekcie nie wynika z braku wiedzy, ale właśnie z jej posiadania. Podobnie jak jesteśmy w stanie odróżnić, czy np. samolot lub komputer są tworami rozumnych ludzi, czy też powstały w wyniku działania naturalnych procesów, tak jesteśmy w stanie odróżnić, czy biologiczne układy są wynikiem projektu, czy mają naturalistyczne pochodzenie.
- Program badawczy ID nie wykracza poza metodologiczny naturalizm. Odróżnianie struktur powstałych w wyniku rozumnego działania nie musi wiązać się z przywoływaniem jakichkolwiek nadnaturalnych sił. Projekt w przyrodzie (lub jego brak) może być empirycznie testowany na bazie metodologicznego naturalizmu.

Póki co brak udanych przykładów realizacji tej zapowiedzi – w opinii społeczności naukowej ruch ID nie przedstawił jeszcze poprawnego kryterium wykrywania projektu.
W związku z różnymi wariantami teorii inteligentnego projektu, ostatni argument stoi w sprzeczności z zeznaniem jednego z czołowych przedstawicieli ruchu ID – Michaela Behe – w procesie Dover przyznał on pod przysięgą, że zwierzęta nie rozwinęły się naturalnie poprzez mechanizmy ewolucyjne, lecz zostały stworzone nagle (created abruptly) przez nadnaturalnego projektanta. 

## Publiczna debata

### Naukowcy kontra zwolennicy ID
Pojawienie się ruchu inteligentnego projektu zostało początkowo zlekceważone przez przedstawicieli nauki. Kiedy jednak idee projektu w przyrodzie zaczęły się szybko popularyzować, naukowe środowiska przystąpiły do przeciwdziałania. Rozwijały się debaty i polemiki, niektóre książki przedstawicieli ID zostały krytycznie zrecenzowane w naukowych periodykach, w tym w „Nature” i „Science”. Jednym z głównych pozanaukowych zarzutów jest populizm, tj., że zwolennicy ID chcą zdobywać rozgłos i popularność przez wykorzystanie antyewolucyjnych sentymentów wciąż żywych w amerykańskim społeczeństwie. Zamiast próbować rozwijać swoje idee w naukowych, recenzowanych czasopismach, piszą oni przede wszystkim skierowane do laików prace popularnonaukowe. Zdaniem ewolucjonistów świadczy to, że teza projektu nie jest w stanie wygenerować poważnego naukowego programu.
Zwolennicy ID odpowiadają, że chętnie publikowaliby swoje prace w fachowych periodykach, tylko że dopóki w akademickich środowiskach naturalizm ma status nienaruszalnego dogmatu, tak długo według nich idee projektu będą cenzurowane i usuwane z naukowych pism – nie dlatego, że są one merytorycznie błędne, ale dlatego, że nie pasują do obowiązującego paradygmatu, są z góry etykietowane jako antynaukowe i odrzucane.
Taki subiektywny punkt widzenia zwolenników ID jest niezgodny z duchem i zasadą peer review, a przy tym podważa tezę, że ID chce uprawiać naukę w ramach naturalizmu metodologicznego. Jak dotąd zresztą wypowiedzi merytoryczne czołowych zwolenników ID były przez naukowców podważane z powodu błędów faktograficznych, a nie ideowych (np. upadły wszystkie proponowane przez nich przykłady struktur „nieredukowalnie złożonych” – oznacza to, że metoda ich rozpoznawania, którą jakoby dysponuje ID, okazuje się całkowicie nieskuteczna).
Zwolennikom projektu udało się w ostatnich latach opublikować kilka artykułów w prasie naukowej i książek nawiązujących do ich koncepcji. (Patrz bibliografia ID poniżej.)
Niektórzy ewolucyjni biologowie (jak Richard Dawkins) odmawiają w ogóle debat ze zwolennikami teorii projektu. Ich zdaniem takie polemiki tylko uwiarygodniałyby ten pomysł na gruncie nauki i dawały jej jakiś kredyt zaufania przez to, że angażują poważnych naukowców.
W 2004 r. Cambridge University Press wydało antologię pt. „Debating Design: From Darwin to DNA”, prezentującą debatę pomiędzy różnymi ujęciami powstania i różnicowania się życia na Ziemi. W pracy tej przedstawione są cztery zasadnicze nurty:
- neodarwinizm,
- hipoteza samoorganizacji,
- teistyczny ewolucjonizm,
- „teoria inteligentnego projektu”.

Do ruchu ID należą również naukowcy sceptyczni wobec neodarwinizmu (i kreacjonizmu). Spore zainteresowanie wywołało oświadczenie, jakie w 2001 r. podpisało ponad 100 naukowców różnych specjalności. W jego fragmencie stwierdzają:
Jesteśmy sceptyczni wobec twierdzeń o zdolności przypadkowych mutacji i doboru naturalnego do wytworzenia złożoności życia. Dowody popierające darwinizm winny zostać dokładnie sprawdzone.
Od tego czasu „lista sceptyków” znacznie się rozrosła: w listopadzie 2016 r. było na niej ponad 980 naukowców, w tym kilkuset biologów (porównaj projekt Steve).

### Teistyczni uczeni a ID
Większość uczonych odrzuca inteligentny projekt w postaci postulowanej przez jej zwolenników w naukach biologicznych. Nie oznacza to bynajmniej, że negują oni tym samym wiarę w inteligentną wyższą siłę stwórczą, która kierowała powstawaniem wszechświata. Wielu naukowców otwarcie wyrażało swoje głębokie przekonanie o istnieniu Stwórcy (osobowego lub bezosobowego), projektanta świata. Do grona tych badaczy należy zaliczyć również laureatów Nagrody Nobla, jak:
- Christian Boehmer Anfinsen[19] (chemia, 1972)
- Werner Arber[20] (fizjologia i medycyna, 1978)
- Ernst Boris Chain (kreacjonista)[21] (fizjologia i medycyna, 1945)
- Dennis Gabor[22] (fizyka, 1971)
- William Phillips[23] (fizyka, 1997)
- Charles Hard Townes[24][25] (fizyka, 1964)

Większość teistycznych uczonych opowiada się za ewolucją teistyczną, będącą częścią ewolucji całego Wszechświata kierowanej przez Stwórcę. Ich poglądy dobrze ilustruje wypowiedź Charlesa Townesa:

Uważam, że istnieją namacalne dowody inteligentnego projektu, lecz zazwyczaj nie używam tego słowa, gdyż zostało ono skażone. Wierzę, że Bóg tworzył wszechświat na przestrzeni czasu, oraz iż ewolucja jest częścią Boskiego procesu. Twierdzenie jakoby inteligentny projekt dyskredytował ewolucję jest całkowicie szalone.

{{Cytat}} Linki zewnętrzne: "źródło".
Taki pogląd nie jest do końca zbieżny z przekonaniami ruchu ID, według którego ingerencje Stwórcy w świat ożywiony są odróżnialne od naturalnych procesów, jakie akceptuje ewolucjonizm teistyczny.

### Podłoże religijne ruchu ID
Wielu z czołowych proponentów ID nie kryje się ze swoimi przekonaniami religijnymi (większość z nich to ewangeliczni chrześcijanie). Mimo to utrzymują oni, iż nie mają one żadnego wpływu na ich poglądy w dziedzinie ID i ewolucji. Twierdzą, że można badać projekt będąc wolnym od religijnych uprzedzeń; sądzą, że istnieje dla projektu solidne świadectwo, które może docenić nawet ewolucyjny biolog. Jako przykład podają biologa molekularnego Michaela Dentona, który nie jest kreacjonistą, ale w książce Evolution: A Theory in Crisis używał podobnej retoryki: „Wnioskowanie o projekcie to czysta indukcja a posteriori, oparta na bezwzględnie konsekwentnym zastosowaniu logiki analogii. Wniosek może mieć religijne konsekwencje, ale sam nie zależy od religijnych założeń”.
Później Denton wycofał się ze swojej ostrej krytyki wobec teorii ewolucji, choć pozostał nieortodoksyjnym ewolucjonistą.

### Opinia publiczna

#### USA
Sondaże publikowane przez CBS w 2005 roku pokazują, że około 51% Amerykanów wierzyło, że Bóg stworzył istoty ludzkie w podobnej do dzisiejszej formie w przeciągu ostatnich 10 000 lat, kolejne 30% wyznawało pogląd, że istoty ludzkie rozwinęły się poprzez miliony lat z mniej zaawansowanych form życia, ale Bóg kierował tym procesem, a 15 procent twierdziło, że istoty ludzkie rozwinęły się poprzez miliony lat z mniej zaawansowanych form życia, a Bóg nie miał w tym żadnego udziału.
Badanie Pew Research Center z 2013 roku pokazało, że 62 procent dorosłych w Stanach Zjednoczonych akceptowało ewolucję człowieka, podczas gdy 34 procent dorosłych uważało, że ludzie zawsze istnieli w obecnej postaci.
Badanie poziomu poparcia kreacjonizmu Gallupa z 2017 r. wykazało, że on dalej spadał: 38% dorosłych w Stanach Zjednoczonych skłaniało się do przekonania, że „Bóg stworzył ludzi w ich obecnej formie w jednym czasie w ciągu ostatnich 10 000 lat”, gdy zapytano ich o ich przekonania dotyczące pochodzenia i rozwoju istot ludzkich, który odnotowano jako najniższy od 35 lat. 19% uważa, że „istoty ludzkie rozwinęły się przez miliony lat z mniej zaawansowanych form życia, ale Bóg nie brał udziału w tym procesie”, mimo że 49% respondentów wskazało, że wierzy w ewolucję.
Porównania badań instytutu Gallupa wskazują ponadto, że uzyskiwane proporcje odpowiedzi zależą od doboru słów w pytaniu ankietowym. Teoria ewolucji nazwana po imieniu zyskuje mniejsze poparcie niż „pewna forma rozwoju organizmów” (kierowana lub nie).

#### Polska
Zwolennikiem i jednym z prekursorów ID w Polsce był jezuita Piotr Lenartowicz (1934-2012).
Według Pew Research Center 61 proc. Polaków akceptuje teorię ewolucji, a 23 proc. zaprzecza teorii ewolucji i twierdzi, że „ludzie zawsze istnieli w obecnej postaci”.

#### Inne kraje
W badaniu opublikowanym w Science porównano postawy dotyczące ewolucji w Stanach Zjednoczonych, w 32 krajach europejskich i w Japonii. Jedynym krajem, w którym akceptacja ewolucji była niższa niż w Stanach Zjednoczonych, była Turcja (25%). Społeczna akceptacja ewolucji była najbardziej rozpowszechniona (ponad 80% populacji) w Islandii, Danii i Szwecji.

### Szkolnictwo
Zwolennicy ID zgodnie ze 'strategią klina' usiłują zmienić szkolne programy nauczania, aby przedstawiały one zarówno dowody za ewolucjonizmem, jak i przeciw niemu (pro-ID); jest to kontynuacja wcześniejszych kampanii na rzecz „zrównoważonego traktowania” kreacjonizmu i ewolucjonizmu, które zostały udaremnione sądownie w latach 80. XX w. Środkiem do osiągnięcia tego celu jest m.in. organizowanie oddolnych nacisków na organy sprawujące nadzór nad programami nauczania.
USA
Organy nadzorujące programy publicznego szkolnictwa (ang. Board of Education) w stanie Ohio w lutym 2004 r. zaaprobowały w programie nauczania biologii rozdział zatytułowany „Krytyczne analizy ewolucji”. Podobne debaty toczą się w odpowiednich organach w innych amerykańskich stanach, głównie południowych, np. w Georgii, Minnesocie i Missouri. W Teksasie, który jest jednym z największych odbiorców szkolnych podręczników w USA, w wyniku presji zwolenników ID, stanowa Board of Education zażądała od wydawców podręczników skorygowania nieaktualnych danych przedstawianych jako dowody świadczące o prawdziwości teorii ewolucji. Doszło również do manipulowania treścią podręczników tak, by podkreślały hipotetyczność teorii ewolucji.
Po decyzji w procesie w Dover ruch ten został częściowo zastopowany.

### Parodie ID
Obecnie przeciwnicy ID oraz równouprawnienia między nią a teorią ewolucji starają się walczyć z nią wykorzystując broń adwersarzy i stosując podobne argumenty dla poparcia tez parodiujących tę teorię, analogicznie – ich zdaniem – uzasadnionych ontologicznie i logicznie, choć trudniejszych do zaakceptowania. Do parodii takich należą:
- Teoria inteligentnego spadania (ang. Intelligent Falling Theory) – jako alternatywa wobec teorii grawitacji
- Kościół Latającego Potwora Spaghetti (ang. The Church of Flying Spaghetti Monster; Flying Spaghetti Monsterism) – powstała w 2005 r. nowa religia parodiująca religie monoteistyczne i roszcząca równe prawo do nauczania swych prawd w ramach przedstawiania ID w szkołach, jako zawierająca jedną z kilku porównywalnie dobrze i logicznie uzasadnionych odmian kreacjonizmu. Wielu nauczycieli i naukowców z USA, nie zgadzających się z postanowieniami Board of Education dotyczącymi nauczania alternatywy wobec teorii ewolucji, poparło nauczanie wersji z Latającym Potworem Spaghetti jako jednej z równouprawnionych w takich warunkach możliwości. W czerwcu 2005 został wysłany list otwarty do szkół[32], w których ma zostać wprowadzone nauczanie teorii inteligentnego projektu – w liście tym autorzy domagają się równouprawnienia dla wszystkich odmian kreacjonizmu, w tym także tej w wydaniu Kościoła Latającego Potwora Spaghetti.
- Projekt Steve – w odpowiedzi na zbieranie przez zwolenników ID list nazwisk naukowców, lekarzy i inżynierów popierających ID, środowiska naukowe zebrały listę naukowców popierających teorię ewolucji mających na imię Steve. Lista zawierająca w sierpniu 2008 prawie 900 nazwisk jest dłuższa od list używanych przez zwolenników ID[33].